# Janina Kłosińska
Janina Kłosińska (ur. 1920, zm. 2007) – polska historyk sztuki, badaczka sztuki cerkiewnej. Pracowała w Muzeum Narodowym w Krakowie. 

## Wybrane publikacje
- Ikony, Kraków: Muzeum Narodowe 1973.
- Sztuka bizantyńska, Warszawa: "Wiedza Powszechna" 1975[1].
- Ikonen aus den Karpaten im Nationalmuseum zu Kraków, übers. aus dem Pol. von Heinrich L. Nickel, Berlin: Union, 1982.
- Icônes de Pologne, introd. et trad. du pol. Maurice Zinovieff, Varsovie: "Arkady", 1987.
- Icônes de Pologne, introd. et trad. Maurice Zinovieff, Paris: Édit. du Cerf 1987.
- Icons from Poland, transl. Magda Iwińska and Piotr Paszkiewicz, Warsaw: "Arkady", 1989.
- Ikonen aus Polen, übers. aus dem Poln. Siegfried Schmidt, Warsaw: "Arkady", 1989.